# Équipe de France féminine de basket-ball en 1960
L'année 1960, l'équipe de France se contente de quatre matchs amicaux, pour un bilan de trois défaites et une victoire.

## Les matches
| Date              | Lieu            | Adversaire | Score      | Compétition | Meilleures marqueuses (France)        |
| ----------------- | --------------- | ---------- | ---------- | ----------- | ------------------------------------- |
| 13 février 1960   | Paris           | Belgique   | d. 37 - 35 | A           | Annie Prugneau (17 pts)               |
| 24 mars 1960      | Vendin-le-Vieil | Écosse     | v. 55 - 10 | A           | Martine Gauteroux (11)                |
| 18 septembre 1960 | Cracovie        | Pologne    | d. 52 - 49 | A           | Maryvonne Garzino, Ginette Mazel (11) |
| 13 novembre 1960  | Budapest        | Hongrie    | d. 28 - 22 | A           | Ginette Mazel (12)                    |

d : défaite, v : victoire, AP : après prolongation
A : match amical

## L'équipe
- Sélectionneur : -
- Assistants :  -

| Poste | Joueuse                | Nombre matchs | Nombre points | Club(s) 1960                 |
| ----- | ---------------------- | ------------- | ------------- | ---------------------------- |
| -     | Olga Bayon             | 1             | 0             | ? Trollsport                 |
| -     | Nicole Cabioch         | 1             | 2             | APSA Paris                   |
| -     | Jacqueline Cator       | 1             | 0             | Paris UC                     |
| -     | Maryvonne Garzino      | 3             | 15            | Olympique de Marseille       |
| -     | Martine Gauteroux      | 2             | 11            | Paris UC                     |
| -     | Claudie Gautier        | 2             | 0             | SMUC                         |
| -     | Ghislaine Gervais      | 3             | 1             | Valence BC                   |
| -     | Geneviève Guinchard    | 1             | 2             | Évreux                       |
| -     | Andrée Hermet          | 3             | 8             | AS Montferrand               |
| -     | Ginette Mazel          | 3             | 29            | AS Montferrand, AS Narbonne  |
| -     | Marie-Claude Monnerais | 3             | 9             | Lorient                      |
| -     | Marie-José Montagne    | 1             | 0             | CA Paris                     |
| -     | Nicole Pierre          | 2             | 15            | Paris UC                     |
| -     | Sophie Prudhomme       | 1             | 8             | Stade français               |
| -     | Annie Prugneau         | 3             | 17            | AS Montferrand               |
| -     | Arlette Rustichelli    | 3             | 8             | Olympique de Marseille       |
| -     | Anne-Marie Saforge     | 3             | 10            | Paris UC                     |
| -     | Yannick Stephan        | 3             | 16            | Toulouse AC                  |
| -     | Édith Tavert-Kloechner | 1             | 3             | AS Montferrand               |
| -     | Danièle Thourot        | 4             | 10            | AS Montferrand               |
| -     | Pierrette Vignot       | 3             | 22            | Rivière Corps, Sainte Savine |
| -     | Jacqueline Vilmant     | 1             | 0             | Lille OSC                    |

## Sources et références
- CD-rom : 1926-2003 Tous les matchs des équipes de France édité par la FFBB.